# Coppa Libertadores 1990
L'edizione 1990 della Coppa Libertadores vide la vittoria dell'Olimpia.

## Sedicesimi di finale

### Gruppo 1 Bolivia, Ecuador
14.03 The Strongest La Paz - Oriente Petrolero Santa Cruz de la Sierra 2:0

14.03 Barcelona Guayaquil -  Emelec Guayaquil 0:0

20.03 The Strongest La Paz -  Emelec Guayaquil 4:3

23.03 Oriente Petrolero Santa Cruz de la Sierra -  Emelec Guayaquil 1:0

27.03 Barcelona Guayaquil - Oriente Petrolero Santa Cruz de la Sierra 2:1

30.03  Emelec Guayaquil - Oriente Petrolero Santa Cruz de la Sierra 2:2

04.04 Oriente Petrolero Santa Cruz de la Sierra - The Strongest La Paz 1:0

04.04  Emelec Guayaquil - Barcelona Guayaquil 3:1

10.04 The Strongest La Paz - Barcelona Guayaquil 2:1

14.04 Oriente Petrolero Santa Cruz de la Sierra - Barcelona Guayaquil 1:1

17.04 Barcelona Guayaquil - The Strongest La Paz 1:0

20.04  Emelec Guayaquil - The Strongest La Paz 1:0
- spareggio qualificazione

09.05 Barcelona Guayaquil - Oriente Petrolero Santa Cruz de la Sierra 3:1

16.05 Oriente Petrolero Santa Cruz de la Sierra - Barcelona Guayaquil 3:2, karne 4:5
| Club                                      | G | V | N | P | Pti | GF | GS |
| ----------------------------------------- | - | - | - | - | --- | -- | -- |
| Emelec Guayaquil                          | 6 | 2 | 2 | 2 | 6   | 9  | 8  |
| The Strongest La Paz                      | 6 | 3 | 0 | 3 | 6   | 8  | 7  |
| Barcelona Guayaquil                       | 6 | 2 | 2 | 2 | 6   | 6  | 7  |
| Oriente Petrolero Santa Cruz de la Sierra | 6 | 2 | 2 | 2 | 6   | 6  | 7  |

### Gruppo 2 Argentina, Colombia
25.03 River Plate Buenos Aires - Independiente Avellaneda 0:0

01.04 Independiente Avellaneda - River Plate Buenos Aires 1:0
| Club                     | G | V | N | P | Pti | GF | GS |
| ------------------------ | - | - | - | - | --- | -- | -- |
| Independiente Avellaneda | 2 | 1 | 1 | 0 | 3   | 1  | 0  |
| River Plate Buenos Aires | 2 | 0 | 1 | 1 | 1   | 0  | 1  |

### Gruppo 3 Cile, Perù
11.04 Universidad Católica Santiago - Colo Colo Santiago 2:1

11.04 Sporting Cristal Lima - Unión Huaral 0:0

17.04 Sporting Cristal Lima - Universidad Católica Santiago 0:0

20.04 Unión Huaral - Universidad Católica Santiago 1:0

24.04 Sporting Cristal Lima - Colo Colo Santiago 1:2

27.04 Unión Huaral - Colo Colo Santiago 1:1

04.05 Colo Colo Santiago - Universidad Católica Santiago 0:0

04.05 Unión Huaral - Sporting Cristal Lima 0:3

08.05 Universidad Católica Santiago - Sporting Cristal Lima 2:0

12.05 Colo Colo Santiago - Sporting Cristal Lima 2:0

15.05 Colo Colo Santiago - Unión Huaral 3:1

18.05 Universidad Católica Santiago - Unión Huaral 2:2
| Club                          | G | V | N | P | Pti | GF | GS |
| ----------------------------- | - | - | - | - | --- | -- | -- |
| Colo Colo Santiago            | 6 | 3 | 2 | 1 | 8   | 9  | 5  |
| Universidad Católica Santiago | 6 | 2 | 3 | 1 | 7   | 6  | 4  |
| Unión Huaral                  | 6 | 1 | 3 | 2 | 5   | 5  | 9  |
| Sporting Cristal Lima         | 6 | 1 | 2 | 3 | 4   | 4  | 6  |

### Gruppo 4 Uruguay, Venezuela
25.02 Defensor Sporting Montevideo - Progreso Montevideo 0:0

25.02 Mineros Guayana - Pepeganga Porlamar 1:0

04.03 Mineros Guayana - Progreso Montevideo 1:3

07.03 Pepeganga Porlamar - Progreso Montevideo 1:0

11.03 Pepeganga Porlamar - Defensor Sporting Montevideo 1:0

14.03 Mineros Guayana - Defensor Sporting Montevideo 0:0

21.03 Progreso Montevideo - Defensor Sporting Montevideo 1:1

21.03 Pepeganga Porlamar - Mineros Guayana 2:1

26.03 Progreso Montevideo - Mineros Guayana 1:1

26.03 Defensor Sporting Montevideo - Pepeganga Porlamar 1:0

29.03 Progreso Montevideo - Pepeganga Porlamar 2:0

29.03 Defensor Sporting Montevideo - Mineros Guayana 3:1
- spareggio qualificazione

04.04 Progreso Montevideo - Defensor Sporting Montevideo 4:0
| Club                         | G | V | N | P | Pti | GF | GS |
| ---------------------------- | - | - | - | - | --- | -- | -- |
| Progreso Montevideo          | 6 | 2 | 3 | 1 | 7   | 7  | 4  |
| Defensor Sporting Montevideo | 6 | 2 | 3 | 1 | 7   | 5  | 3  |
| Pepeganga Porlamar           | 6 | 3 | 0 | 3 | 6   | 4  | 5  |
| Mineros Guayana              | 6 | 1 | 2 | 3 | 4   | 5  | 9  |

### Gruppo 5 Brasile, Paraguay
14.03 Grêmio Porto Alegre - Vasco da Gama Rio de Janeiro 2:0
NB: Questo gioco tra Grêmio Porto Alegre - Vasco da Gama Rio de Janeiro è anche valido per il Supercoppa del Brasile 1990

14.03 Olimpia Asunción - Cerro Porteño Asunción 2:1

27.03 Olimpia Asunción - Grêmio Porto Alegre 1:0

30.03 Cerro Porteño Asunción - Grêmio Porto Alegre 3:1

03.04 Olimpia Asunción - Vasco da Gama Rio de Janeiro 2:1

06.04 Cerro Porteño Asunción - Vasco da Gama Rio de Janeiro 1:1

18.04 Cerro Porteño Asunción - Olimpia Asunción 3:2

18.04 Vasco da Gama Rio de Janeiro - Grêmio Porto Alegre 0:0
NB: Questo gioco tra Vasco da Gama Rio de Janeiro - Grêmio Porto Alegre è anche valido per il Supercoppa del Brasile 1990

24.04 Grêmio Porto Alegre - Olimpia Asunción 2:2

24.04 Vasco da Gama Rio de Janeiro - Cerro Porteño Asunción 2:0

27.04 Vasco da Gama Rio de Janeiro - Olimpia Asunción 1:0

27.04 Grêmio Porto Alegre - Cerro Porteño Asunción 0:0
| Club                         | G | V | N | P | Pti | GF | GS |
| ---------------------------- | - | - | - | - | --- | -- | -- |
| Olimpia Asunción             | 6 | 3 | 1 | 2 | 7   | 9  | 8  |
| Cerro Porteño Asunción       | 6 | 2 | 2 | 2 | 6   | 8  | 8  |
| Vasco da Gama Rio de Janeiro | 6 | 2 | 2 | 2 | 6   | 5  | 5  |
| Grêmio Porto Alegre          | 6 | 1 | 3 | 2 | 5   | 5  | 6  |

- Atlético Nacional Medellín qualificata direttamente agli ottavi in quanto campione in carica.

## Ottavi di finale
- Nota: l'Olimpia avrebbe dovuto affrontare la terza classificata del Gruppo 2, ma poiché a quel girone presero parte due squadre a causa della squalifica delle squadre colombiane l'Olimpia si qualificò automaticamente ai quarti.

Template:TwoLegstart
|-
|Universidad Católica 
|4-2
| The Strongest
|3-1
|1-1
|-

|-
|Colo-Colo 
|3-3
(4-5 dcr)
| Vasco da Gama
|0-0
|3-3
|-

|-
|Cerro Porteño 
|0-1
| Atlético Nacional
|0-0
|0-1
|-

|-
|Defensor Sporting 
|2-4
| River Plate
|1-2
|1-2
|-

|-
|Pepeganga 
|0-9
| Club Atlético Independiente
|0-6
|0-3
|-

|-
|Unión Huaral 
|1-2
| Emelec
|1-0
|0-2
|-

|-
|Barcelona 
|4-2
| CA Progreso
|2-0
|2-2
|-

|}

## Quarti di Finale
- Nota: La gara di ritorno tra Vasco da Gama e Atlético Nacional venne inizialmente vinta per 2-0 dall'Atlético Nacional, ma venne annullata e ripetuta in seguito a proteste del Vasco da Gama che protestò per le pressioni sull'arbitro da parte di spacciatori di droga locali.

| Squadra 1     | Totale | Squadra 2            | Andata | Ritorno |
| ------------- | ------ | -------------------- | ------ | ------- |
| Vasco da Gama | 0-1    | Atlético Nacional    | 0-0    | 0-1     |
| Emelec        | 0-1    | Barcelona            | 0-0    | 0-1     |
| River Plate   | 3-1    | Independiente        | 2-0    | 1-1     |
| Olimpia       | 6-4    | Universidad Católica | 2-0    | 4-4     |

## Semifinali
| Squadra 1   | Totale        | Squadra 2         | Andata | Ritorno |
| ----------- | ------------- | ----------------- | ------ | ------- |
| River Plate | 1-1 (3-4 dcr) | Barcelona         | 1-0    | 0-1     |
| Olimpia     | 4-4 (2-1 dcr) | Atlético Nacional | 2-1    | 2-3     |

## Finale
| Squadra 1 | Totale | Squadra 2 | Andata | Ritorno |
| --------- | ------ | --------- | ------ | ------- |
| Olimpia   | 3-1    | Barcelona | 2-0    | 1-1     |